# Sexto Júlio César (cônsul em 157 a.C.)
Sexto Júlio César (em latim: Sextus Iulius Caesar) foi um político da família César da gente Júlia da República Romana eleito cônsul em 157 a.C. com Lúcio Aurélio Orestes. Era filho de Sexto Júlio César, que foi embaixador em Abdera, na Trácia, em 170 a.C., e pai de Lúcio Júlio César que, por sua vez, era bisavô materno de Marco Antônio.

## Carreira
César foi edil curul em 165 a.C. com Cneu Cornélio Dolabela, ano no qual foi apresentada pela primeira vez a peça Hecyra, de Terêncio, por ocasião dos Jogos Megalenses. Foi eleito cônsul em 157 a.C. com Lúcio Aurélio Orestes, mas não há registros dos feitos deste ano.
Em 147 a.C., mediou um conflito entre a Liga Acaia e Esparta.